# Bayshore Gardens
Bayshore Gardens é uma Região censo-designada localizada no estado americano de Flórida, no Condado de Manatee.

## Demografia
Segundo o censo americano de 2000, a sua população era de 17.350 habitantes.

## Geografia
De acordo com o United States Census Bureau tem uma área de 
9,3 km², dos quais 9,2 km² cobertos por terra e 0,1 km² cobertos por água.

## Localidades na vizinhança
O diagrama seguinte representa as localidades num raio de 8 km ao redor de Bayshore Gardens. 